# Гуммбах
Гуммбах (Gummbah) — псевдоним, под которым работает нидерландский художник-карикатурист Гертьян ван Леуэн (Gertjan van Leeuwen, родился в 1967 в Ньюваале). Его карикатуры в абсурдистском стиле нередко провокативны, с откровенным показом гениталий и различных сексуальных практик. Его иногда характеризуют как «человека, который так и не повзрослел», а публикация отдельных работ в газетах и журналах вызывает возмущение более консервативных читателей.

## Биография
Гуммбах (Гертьян ван Леуэн) родился в 1967 году в Ньюваале, провинция Гелдерланд. Свой первый сборник работ «God» («Бог») издал в 1994 за свой счёт и сам занимался дистрибуцией. Его работы привлекли внимание амстердамского издательства «De Harmonie», которое предложило ему долгосрочный контракт, с тех пор новые сборники выходят регулярно. Особенностью стиля Гуммбаха является использование, помимо собственных рисунков, производных работ в виде аппликаций из вырезок из книг, газет, журналов и отдельных фотографий. В 2008 вышел первый сборник с подписями и репликами на английском: «А в это время, между двумя бесконечностями темноты».